# Viktor Bobek
Viktor Bobek - Viko Bobkov, slovenski rodoljub, član organizacije TIGR, * 3. november 1909, Trnovo pri Ilirski Bistrici, † 15. december 1941, Opčine.
V drugem obdobju tigrovskega gibanja je bil ena od osrednjih osebnosti primorskega odpora in upora.                                

## Življenje in delo
Po končani ljudski šoli se je izučil za peka. Ko je Italija po 1. svetovni vojni okupirala Notranjsko se je pridružil ilegalni borbi proti fašističnemu nasilju. Sodeloval je z Danilom Zelenom, Ferdom Kravanjo in Antonom Majnikom. Fašistična policija ga je aretirala 18. marca 1940 na domu v Trnovem pri Ilirski Bistrici. Bil je med 60 zaprtimi obtoženci na 2. tržaškem procesu, ki je bil med 2. do 14. decembrom 1941 v Trstu. Obtožen je bil delovanja za odcepitev Primorske od Italije in obsojen na smrt ter skupaj s Simonom Kosom, Ivanom Ivančičem, Ivanom Vadnalom ter Pinkom Tomažičem 15. decembra 1941 ustreljen na vojaškem strelišču na Opčinah.

## Odlikovanja in nagrade
Leta 1997 je prejel zlati častni znak svobode Republike Slovenije z naslednjo utemeljitvijo: »ob petdesetletnici priključitve Primorske Sloveniji za zasluge v zmagovitem boju proti nacifašizmu ter za zvestobo slovenstvu v najhujših časih potujčevanja«.